# Labeo nandina
Labeo nandina és una espècie de peix cipriniforme de la família dels ciprínids.

## Morfologia
Els mascles poden assolir els 81,2 cm de longitud total.

## Distribució geogràfica
Es troba a l'Índia, Bangladesh i Myanmar.